# Gödöllő (stacja kolejowa)
Gödöllő – stacja kolejowa w Gödöllő, przy Állomás tér, w komitacie Pest, na Węgrzech. Znajduje się tu 5 peronów.

## Linie kolejowe
- Linia kolejowa 72 Veresegyház – Gödöllő
- Linia kolejowa 80a Budapest–Hatvan

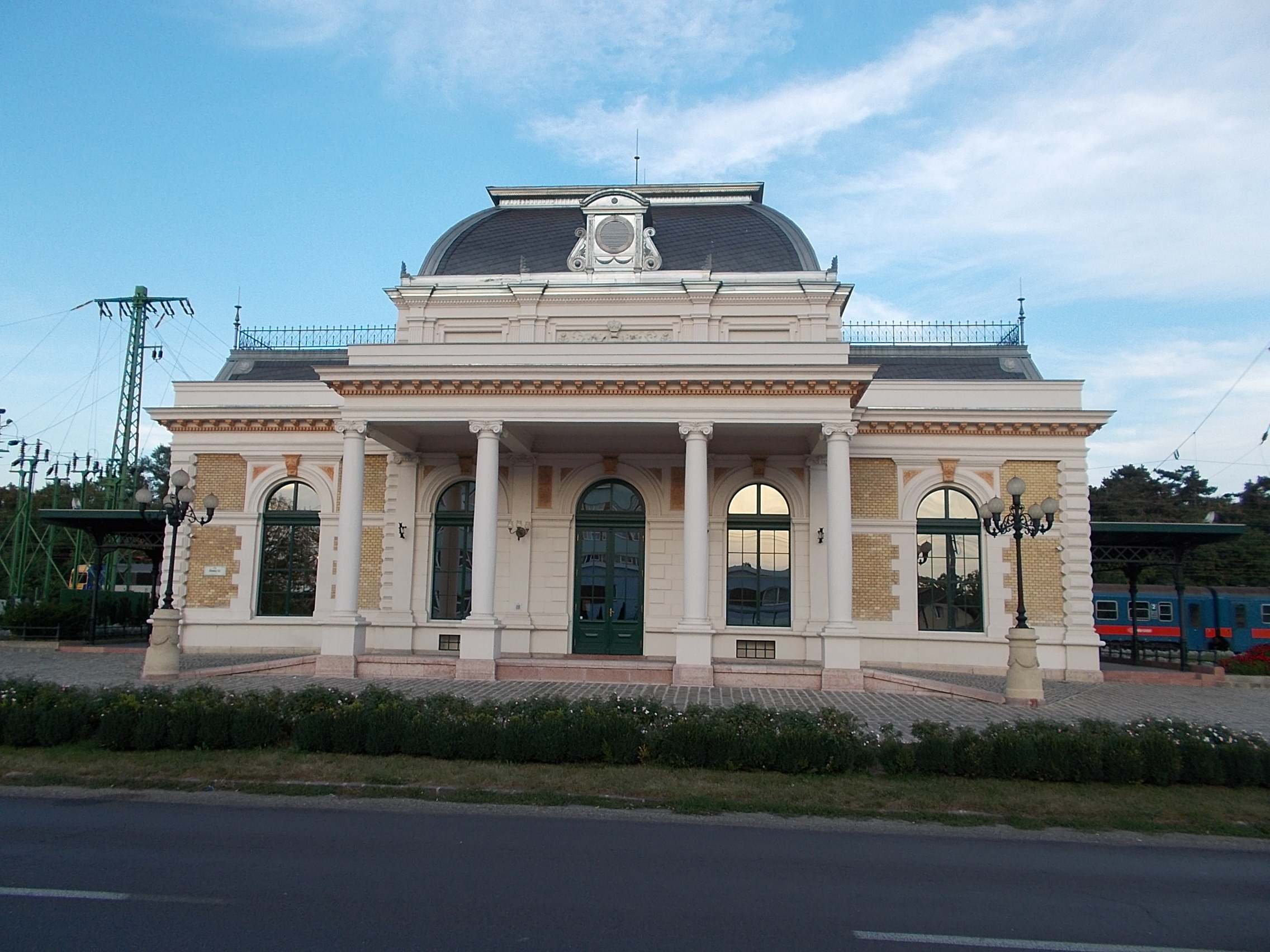
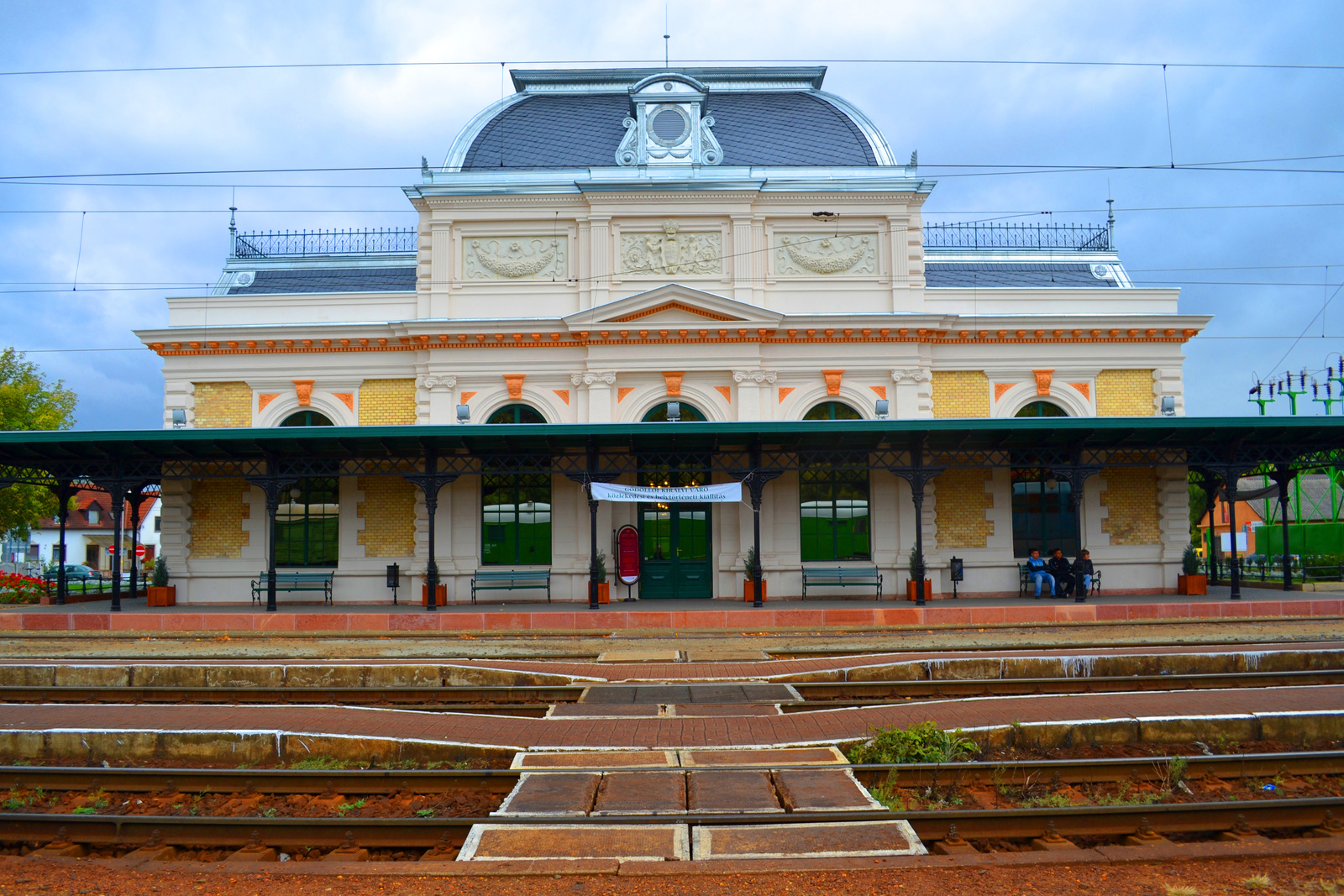
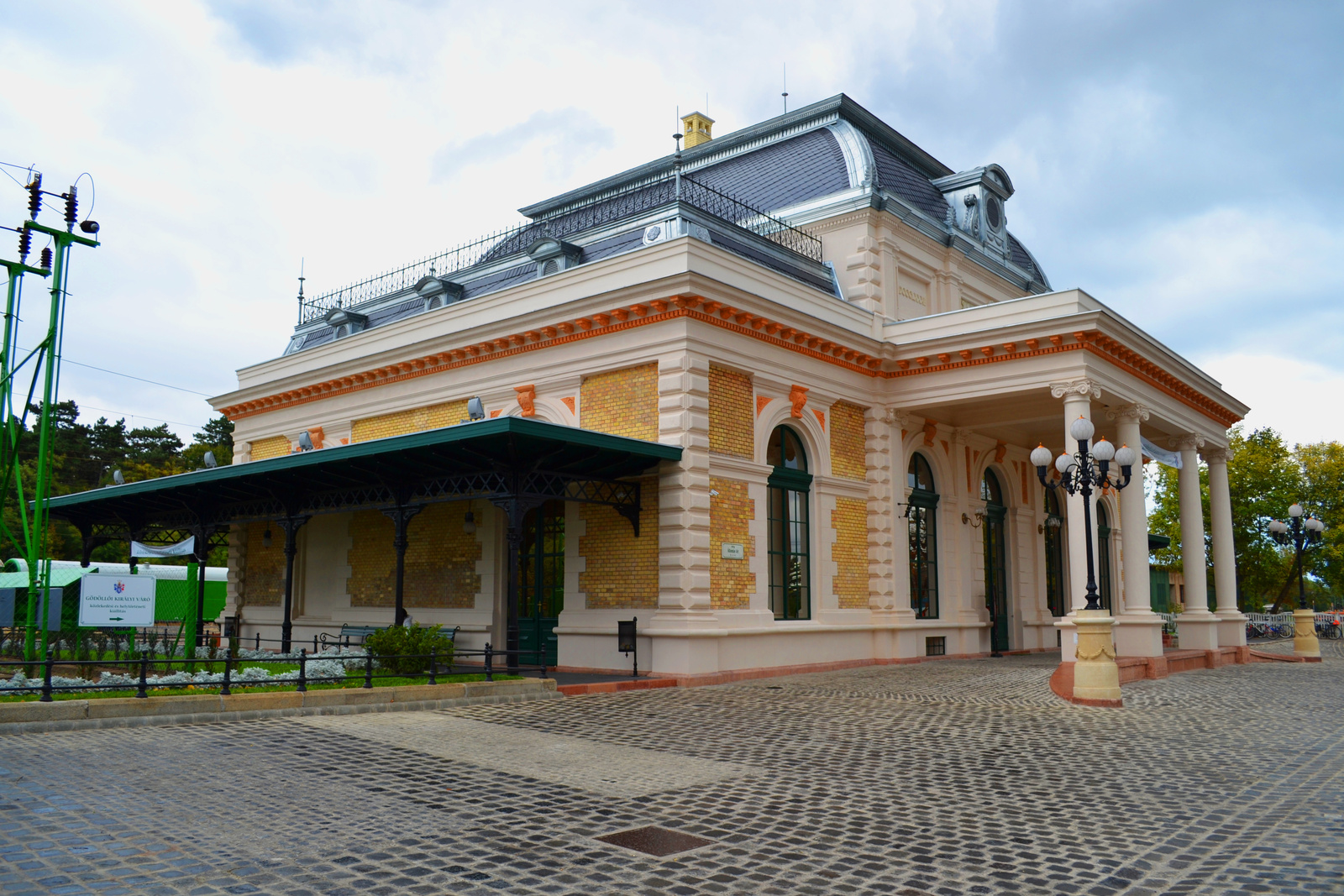
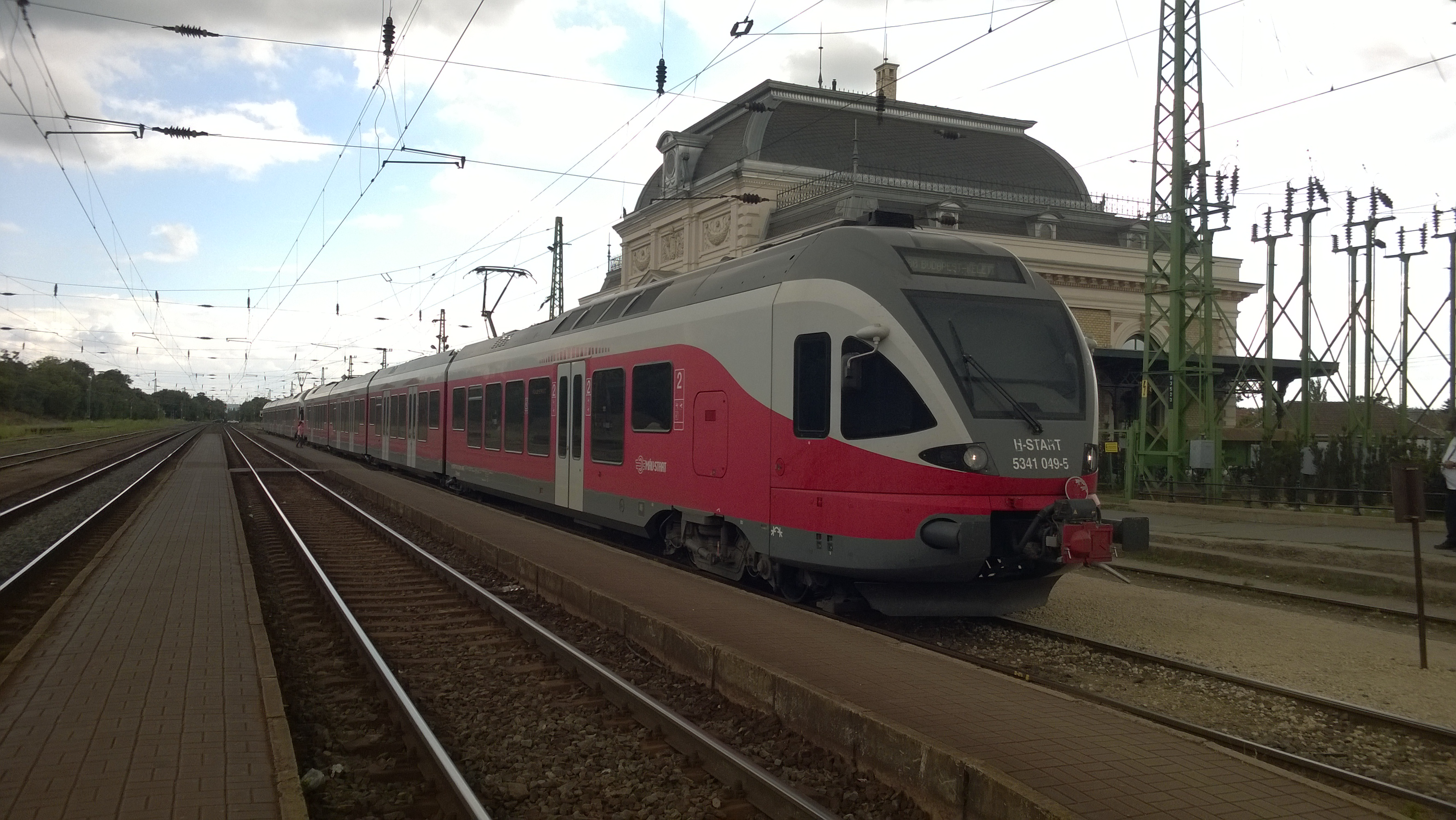

| Gödöllő                                   |  |                                 |
| Linia 80a Budapest–Hatvan (36,000 km)     |  |                                 |
| Gödöllő-Állami telepekodległość: 3,000 km |  | Máriabesnyő odległość: 3,000 km |